# Robinsonia masafuerae
Robinsonia masafuerae là một loài thực vật có hoa trong họ Cúc. Loài này được Skottsb. miêu tả khoa học đầu tiên.